# فهرست فرودگاه‌های کویت
این مقاله شامل فهرست فرودگاه‌های کویت است که بر پایهٔ مکان قرارگیری آن‌ها مرتب شده است.

## فرودگاه‌ها
| مکان                | ایکائو | یاتا | نام فرودگاه                          | مختصات                                                         |
| ------------------- | ------ | ---- | ------------------------------------ | -------------------------------------------------------------- |
| فرودگاه‌های غیرنظامی |        |      |                                      |                                                                |
| کویت                | OKBK   | KWI  | فرودگاه بین‌المللی کویت               | ۲۹°۱۳′۳۵″ شمالی ۰۴۷°۵۸′۰۸″ شرقی / ۲۹٫۲۲۶۳۹°شمالی ۴۷٫۹۶۸۸۹°شرقی |
| فرودگاه‌های نظامی    |        |      |                                      |                                                                |
| کویت                | OKAJ   |      | پایگاه هوایی احمد ال‌جابر             | ۲۸°۵۶′۰۵″ شمالی ۰۴۷°۴۷′۳۱″ شرقی / ۲۸٫۹۳۴۷۲°شمالی ۴۷٫۷۹۱۹۴°شرقی |
| کویت                | OKAS   |      | پایگاه هوایی علی السالم              | ۲۹°۲۰′۴۸″ شمالی ۰۴۷°۳۱′۱۴″ شرقی / ۲۹٫۳۴۶۶۷°شمالی ۴۷٫۵۲۰۵۶°شرقی |
| کویت                | OKDI   |      | Udairi Army Airfield (Camp Buehring) | ۲۹°۴۱′۵۱″ شمالی ۰۴۷°۲۶′۰۹″ شرقی / ۲۹٫۶۹۷۵۰°شمالی ۴۷٫۴۳۵۸۳°شرقی |